# Starksia cremnobates
Starksia cremnobates е вид лъчеперка от семейство Labrisomidae.

## Разпространение
Видът е разпространен в Мексико.